# 에라토

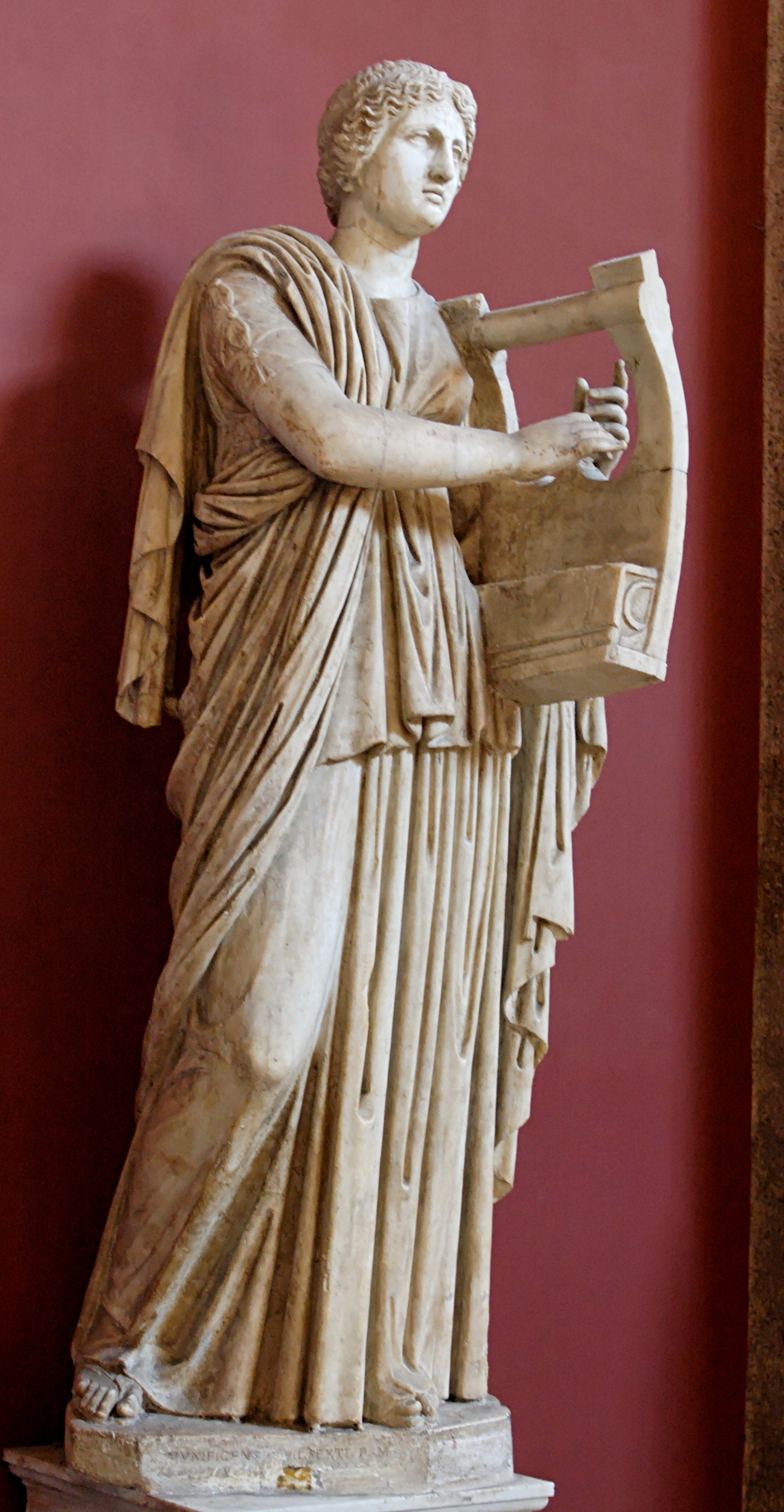
에라토, 서정시의 무사.

에라토(Erato)는 그리스 신화에 나오는 무사의 하나로 사랑과 서정을 맡고 있는 여신이다. 에라토의 이름은 "사랑스러운"으로 에로스에서 파생되었는데, 로도스의 시인 아폴로니오스의 아르고나우티카 3권의 서두에 에라토에게 드리는 농담조의 기도가 있다. 에라토의 이름은 다른 무사들과 함께 헤시오도스의 신통기에 서술되어 있다.
에라토는 서정시, 그중에서 특히 사랑과 성애를 다룬 시를 맡았다. 르네상스 이후로 그녀의 모습은 장미 화관을 쓰고, 리라나 작은 키타라(아폴론 혹은 에라토 자신이 만든 악기.)를 들고 있는 것으로 묘사된다. 시몬 부에의 그림에서는 두 마리의 거북이와 비둘기가 그녀의 발 밑에서 씨를 먹는 모습이 나온다. 다른 그림에서는 에라토가 에로스의 것으로 보이는 황금 화살을 들고 있는 모습으로 나오는데, 이것에 많은 사람들이 영감을 받아 오늘날에는 에로스와 함께 등장하여 횃불을 들고 있는 모습으로 묘사된다.